# Чудско-Псковско езеро
Чудско-Псковското езеро (на руски: Чудско-Псковское озеро; на естонски: Peipsi – Пейпси, на немски: Peipus – Пейпус) е голям сладководен басейн със сложна конфигурация в Причудската низина, на границата между Русия и Естония, като водите му са поделени почти по равно между тях.
Северните и западни брегове принадлежат на Естония, а източните и южните – на Русия Това е петото по големина езеро в Европа след руските Ладожко и Онежко, шведското Венерн и финландското Саимаа (Saimaa).. Също така е най-голямото европейско езеро, принадлежащо на повече от една държава,, а по площ на акваторията си заема 37-о място в света. Има голямо икономическо значение в няколко аспекта – непрекъснатия Чудско-Балтийски воден път, отводняване на прилежащите влажни зони и използване на огромните рибни количества в него.

## Описание
Географски езерото попада във водосбора на Балтийско море, тъй като се оттича към него чрез река Нарва. Разположено е на 30 m над морското равнище и се състои от три отделни езера, свързани помежду си с широки протоци, без изразена естествена граница. От север на юг това са:
- Чудско езеро – Чудское озеро (рус.), Peipsi järv (ест.) – най-северното и най-голямото. Простира се на 73% от общата площ, което се равнява на 2611 km2. Максималната му дължина е 96 km[5], максималната дълбочина е 10,7 m[5][6], а средната – 7,6 m.[7]

- Топло езеро – Тёплое озеро (рус.), Lämmijärv (ест.) – най-малкото езеро. Представлява нещо като широк пролив, свързващ Чудското и Псковското езеро. Падат му се 7% от общата площ, възлизаща на 236 km2. Това е и най-дълбокото езеро в комплекса, като максималната му дълбочина от 15,3 m е измерена в падина на 300 метра от брега, срещу рибарското селища Мехикоорма.[5][6] Дължината му е 15 km, а ширината варира от 1,5 до 8 km. В летописите е известно като езерото Узмен.[7][8]

- Псковско езеро – Псковское озеро (рус.), Pihkva järv (ест.) – намира се в южната част на езерния комплекс. То заема 20% от неговата площ, равняващи се на 708 km2. Езерото е най-плиткото от трите с максимална дълбочина 5,4 m[5][6] и средна 2,7 m.[7] Максималната му дължина е 41 km, а ширината – 20 km.[4][8]

Територията на Псковско-Чудското езеро, обхващаща площ от 3521 km2, е разпределена между Естония с 44% и Русия с 56%. От нея 2100 km2 попадат в Псковска област на Русия, а останалите 1421 km2 – в Естония. Една много малка част от брега, близо до изтичането на река Нарва, се намира в Ленинградска област.
Дължината на цялото езеро е 150 km. Максималната ширина от 50 km се достига при Чудското езеро. Средната дълбочина на езерото е 7,1 m, максималната – 14,6 m, а по други данни 15,3 m. Водата на разстояние 200 – 300 метра от брега е сравнително плитка. Водосборният му басейн обхваща 47 800 km2, към които е включена и площта на самото езеро. За Естония езерото има особено голямо значение, защото водосборният му басейн обхваща около 25% от държавната територия. Водният обем на езерото надвишава 25 km3, а водата в него все още е относително чиста.
Бреговата линия на езерото има плавни очертания и образува два значителни залива – Раскопелски и Желчински, които се използват като удобна база за стоянка на плавателни съдове. Почти навсякъде териториите непосредствено до водата представляват блатисти зони, редовно наводнявани при покачване на водното ниво. Западните части са по-ниски, поради което и по-заблатени, а източните са малко по-високи. Бреговете на езерото са ниско разположени и дори малки промени във водния обем се отразяват върху площта на езерото, като понякога заливната зона достига и до 1000 km2. Максималната амплитуда на колебанието на нивото на водата е 1,5 m. През последните 100 години площта на езерото се е променяла в границите от +11% до -15% поради сезонните колебания.
Отлаганията на дъното на централната, дълбока част на езерото, се състоят главно от тиня. В по-плитките крайбрежни места се наблюдават пясъчни наноси, които добре могат да се проследят по източното и южното крайбрежие.

## Етимология
Езерото има 2 независими названия – руско и естонско. Естонското име Пейпси вероятно произхожда от езика на изчезнали древни племена, населявали територията до пристигането на угро-финските народи преди около 5000 години. Понякога се използва и името Пейпус, което е с немски произход.
Руското название е доста по-ново. От началото на 11 век в летописите етнонимът „чудь“ се е употребявал за означаване на древните естонци, а техните земи са наричани Чудска земя. Оттук идва и буквалният превод на названието на езерото – Естонско езеро. По-късно „чудь“ става събирателно название на угро-финските народи, пристигнали в тази част на Европа в средата на първото хилядолетие от новата ера. Само Чудското езеро понякога се нарича и Гдовско, по името на град Гдов.

## Формиране
Псковско-Чудското езеро е остатък от голям ледников водоем, съществувал на това място. Преди 300 – 400 милиона години през палеозоя, цялата територия на съвременния басейн на Финския залив е представлявала обширно море. Отлаганията от онова време, състоящи се от глина, варовици и пясъчници, са се наслоили на дебел над 200 m пласт над гранита, гнайса и диабаза, които са в основата на Балтийския щит. Съвременният релеф е образуван под въздействието на по-късната ледникова покривка. След оттеглянето на ледниците след последното, Валдайско заледяване преди около 12 000 години, тук се образува Литориновото море, чието ниво е със 7 до 9 метра по-високо от сегашното. По-късно нивото му постепенно се понижава, като успоредно с това намалява и неговата площ.

## Климат
Поради влиянието на голямата водна площ, климатът около езерото донякъде напомня морския, а като цяло се приема за умерено студен и влажен. Езерото се намира на пътя на мощни циклони, идващи от запад. Атлантическите въздушни маси формират облачно и ветровито време с чести снеговалежи в студената половина на годината и с продължителни, но сравнително слаби дъждове през останалия период. Зимните циклони повишават, а летните понижават температурата на въздуха. Това придава на климата край езерото мек характер и тушира прехода от топлите към студените месеци.
Средните годишни температури се колебаят между 2 °С и 4 °С. През зимата не са редки случаите, при които температурите достигат до -30 °С, но те не са дълготрайни. Лятото продължава средно 130 дни, които са умерено топли с кратки и интензивни валежи. Температурата през този сезон е доста комфортна и понякога, макар и рядко, през деня може да достигне дори и до 30 °С. Най-топлият месец е юли. Тогава температурата на водата по бреговете на Чудското езеро е 24 °С, а край Псковското – 22 °С. Сезонът за къпане продължава не повече от 70, максимум 90 дни. Краят на летния сезон се определя по фенологичен признак с началото на масовия листопад, което се случва обикновено между 15 и 22 септември. Средната месечна температура в този период започва да пада под 10 С°.
| Показател                | януари | февруари | март | април | май | юни | юли | август | септември | октомври | ноември | декември |
| ------------------------ | ------ | -------- | ---- | ----- | --- | --- | --- | ------ | --------- | -------- | ------- | -------- |
| Среднодневна температура | -4     | -4       | +1   | +10   | +17 | +21 | +23 | +21    | +16       | +9       | +2      | -2       |
| Средна нощна температура | -10    | -11      | -7   | 0     | +6  | +10 | +12 | +11    | +8        | +2       | -2      | -7       |

Характерна за областта е високата облачност, която води до 170 – 220 дни с валежи годишно, като по-голямата част от тях падат през пролетта и есента.
В края на ноември и началото на декември езерото започва да замръзва, а през това време се натрупва и най-високата снежна покривка. Явленията, свързани със заледяване и топене, продължават 6,5 – 7 месеца, а дебелината на леда достига до 50 – 80 cm. Ледоходът започва в края на април и началото на май.
Преобладаващите ветрове в района са южни, западни и югозападни. Много по-рядко се появяват северни или източни, а най-рядко – северозападни ветрове. Скоростта на вятъра обикновено е от ниско до средно ниво и не превишава 5 – 6 m/s. Само 10 – 12 пъти годишно се появяват силни ветрове със скорост от 14 m/s или повече.

## Хидрология и лимнология
През 1902 г. започва редовен мониторинг на колебанието на водите, а от 1920 г. се прилага по-комплексно наблюдение на езерото. През 1921 г. в Естония е организирана хидрометричната станция Tiirikoja, данните от която са достъпни и с най-добро качество.
Средният годишен приток на води в езерото е 12,5 – 14 km3, а пълният им обмен става за около 2 години. Езерото е сравнително плитко, с дебел пласт тиня на дъното. Най-дълбоката му част се намира в най-тясната точка на Топлото езеро. Ясно изразени са специфичните цикли на колебание в нивото на водата. Наблюдават се два периода на ниски водни нива – през зимата и лятото, и два сезона с повишение на тези нива – пролетта и есента. Освен от сезона, водният режим зависи и от метеорологичните условия през годините и годишното разпределение на валежите.
Теченията в езерото са повърхностни, определяни главно от силата и посоката на ветровете. Дебитът на потока обикновено е малък – средно в рамките на 5 – 9 cm/s. През пролетта по време на ледохода се наблюдава единственото постоянно повърхностно течение, насочено от юг на север. По-често срещано явление са вълненията на езерните води, които също са в тясна зависимост от скоростта и продължителността на вятъра. Значително вълнение се получава при силните югозападни и западни ветрове, когато надвишават скорост от 5 m/s. Случва се най-често през есента – октомври и ноември. При скорост на вятъра 5 m/s максималната височина на вълните е 0,5 m, а при 10 m/s височината им се повишава до 1,2 – 1,3 m. В тези случаи дължината на вълните се колебае между 6 и 12 m. В разгара на тежки бури, които понякога вилнеят над езерото, вълните могат да достигнат до 3 m височина. За плитководните части на басейна са характерни и сравнително чести стръмни вълни, които могат да бъдат по-опасни при къпане, отколкото са морските.

### Воден баланс
Водният баланс на езерния комплекс е следният:
- Приток от валежи – 1,9 km3 или 560 mm
- Приток от повърхностни или подпочвени води – 11,2 km3 или 3150 mm
- Отток през р. Нарва – 12 km3 или 3390 mm
- Загуби от повърхностни изпарения – 1,1 km3 или 320 mm

Водата на езерото е слабо минерализирана в сравнение с други големи езера. Прозрачността ѝ е ниска – около 2,5 m, което се обяснява със значителното количество на суспендирани седименти, както и с развитието на планктона.
Поради честото наводняване на ниско разположените блатисти брегове, през 1931 – 1934 година се разработва проект за понижаване на нивото на езерото, като се прочисти извора на река Нарва. Изпълнението на проекта започва, но никога не е доведен до край.

### Топлинен режим
Топлинният режим на езерото не се различава от многото други зони на плитки езера в умерените ширини. Благодарение на сравнително малката си дълбочина езерото се затопля бързо, като това затопляне достига чак до дъното. Охлаждането му също става бързо. През зимата се наблюдава обратна температурна стратификация, при която горните слоеве на водата са замръзнали, а долните са с по-висока температура – около 1,5 °С.
Благодарение на малката дълбочина на водите, при вълнение през лятото горните слоеве достигат до дъното и обратно, така че в такива моменти се наблюдава приблизително изравняване на температурата им. Разликата във вертикала достига до не повече от 2 °С. През юли тя е 19 °С-21 °С по цялата дълбочина на водата. Чудското езеро, поради най-голямата си маса, през есента се охлажда по-бавно от Псковското и Топлото, които замръзват по-рано от него. В средата на Чудското езеро още дълго време остава непокрита от леда вода. Когато замръзването става в тихо време, се образува чист, гладък, прозрачен лед, който видимо се различава от останалата заледена част.

### Притоци и отток
Езерото се подхранва от над 30 реки и около 210 малки рекички и потоци.
- Най-големият приток на естонска територия е река Емайъги (Emajõgi), която се влива в западната част на езерото.[3] Дължината ѝ е 218 km, средната ширина – 70 – 90 m, а максималната – 145 m. Заради голямата си ширина и липса на прагове реката е плавателна на 101 km нагоре от устието до град Тарту.[7]

- От юг на руска територия това е река Великая с дължина 430 km и дълбочина, надвишаваща 2,5 m в устието си.[4] Влива се в езерото с делта, състояща се от около 40 островчета. Реката е плавателна само в долното си течение, на 20 km от устието, което дава възможност за достигане по вода до град Псков.[7]

Общият водосборен басейн на двете реки представлява 75% от този на цялото езеро. В него се вливат още три реки с дължина над 100 km и 25 с дължина между 10 и 100 km. Едни от най-пълноводните са Виханду, най-дългата естонска река, Пиуса, чиито води са поделени между Естония и Русия, Черна и Желча, вливащи се в Псковското езеро на руска територия.
Най-големите реки, вливащи се в Чудското езеро са естонските Емайъги и Ранапунгер и руската Гдовка, в Псковското езеро – Великая, Черна и Пиуса, а в Топлото езеро – Виханду. Единственият езерен отток е река Нарва с дължина 77 km. Изтича от северния край на Чудското езеро и се влива в южната част на Финския залив на Балтийско море. На мястото на оттока и се наблюдава подобие на приливи и отливи.

## Острови
В езерото са разпръснати 29 острова, без да се взимат под внимание онези, които се намират в устията на реките. Всички са съвсем ниски и заблатени, като повечето се издигат на 1 – 2 m над водата и много често са заливани. Общата им площ е 27,2 km2, което представлява 0,8% от общата езерна площ. С приближаването до устието на река Великая, все по-често се срещат островчета. Много от тях едва се подават над водата и са гъсто обрасли с тръстики. Най-големите острови в Чудското езеро са естонският Пийрисар и руският Городец. В Псковското езеро това са Колпино, Каменка и Талабските острови в Русия.
- Колпино (Кулкна) е най-големият остров, намиращ се в Псковското езеро.[5] Разположен е в центъра на Шартовския залив, срещу устието на река Вярека и принадлежи на Русия. Площта му е 11 km2. Островът е леко приповдигнат над нивото на водата и е най-висок в северозападната си част. На него са разположени три села – Шатрове, Медли и Колпино, като основният поминък на жителите им е риболовът. Съществува фериботна връзка до западния бряг на острова.(17)

- Пийрисар (Пийриссаар, Желачек, Межа, Порка) – втори по големина в комплекса и най-голям в Чудското езеро с площ 7,8 km2 и височина 1 – 2 метра. Разположен е в южната му част, близо до навлизането в Топлото езеро, на 15 km от устието на р. Емайъги.[5][14] Това е единственият обитаем естонски остров в езерото. На него са разположени три малки селца – Пиири, Сааре и Тоони. Населението се състои от естонци и руски старообредци. Броят на жителите му е намалял от 700 през 1920 г. на 86 през 2006 г.[12][14]

- Городец – намира се в най-югоизточната част на Чудското езеро срещу устието на река Желча. Островът е нисък, равен, ненаселен и залесен. Има продълговата форма в посока изток-запад. През 13 век островът е бил доста по-голям, като площта му е обхващала и няколко от съседните островчета. По това време на него е съществувало селище и висок хълм на западния бряг, край който се е състояла историческата битка „Ледовое побоище“. Сега укреплението на острова се намира на дъното на езерото.[15]

- Талабските (Залински) острови се намират почти в центъра на Псковското езеро. Състоят се от три острова. От изток на запад това са Залит (Талабск), Талабенец и Горен (Белова). Населени са от около 200 души.[1][5][16] Според легендите, островите носят името си от първия естонски заселник, моряка Тала. Остров Залит е изцяло застроен, на Горния има съвсем малко селце, а Талабенец, не по-голям от футболно игрище, е напълно гол и безлюден.[17] Проливите Болшой Ксут между о. Залита и източния бряг, както и Мали Ксут между Залита и Талабенец са непроходими и невъзможни за плаване.[4]

- Коломец е малък живописен остров в руската част на Псковското езеро. Тук се намира село Червена полярна звезда (Красная полярная звезда).[8]

- Семски остров е в Псковското езеро и е забележителен с дългия си пясъчен плаж. Принадлежи на Русия и не е населен, но често е посещаван от рибари.[8]

## Флора
Оценката на трофичното ниво, въз основа на концентрацията на общото количество фосфор, хлорофил и прозрачността на водата показва, че ситуацията в трите части на езерото е различна. Чудското езеро е еутрофно, т.е. водите му са богати на органични вещества, а останалите две са мезотрофни. Според една друга система за класификация обаче, стойностите на средните концентрации на азот, фосфор, хлорофил и прозрачността на водата през последното десетилетие, позволяват и трите езера да се приемат за еутрофни.
Северните и източните брегове на езерото са обхванати от пясъчни дюни, на места пресичани от борови гори. Водата е много чиста, дъното е пясъчно и доста места по брега са обрасли с тръстика. Изследването на макрофитните общности потвърждава негативните промени, свързани с еутрофикация. Най-очевидната последица от нея е разширяване на тръстиковия пояс по протежение на брега на езерото. Увеличаването на масата на обикновената тръстика (Phragmites Australis) и папура е особено сериозно в северната част езерото, където прекалено бързият им растеж започва през втората половина на 20 век. Биомасата им се е увеличила най-малко десетократно през последните 30 години.
Най-сериозните отрицателни последици от еутрофикацията на езерото са развитието и цъфтежът на водораслите. Структурата на фитопланктона е динамична, а биомасата му, особено тази на цианобактериите, показва възходяща тенденция, тъй като умерено варовитите води оказват сериозно благоприятно въздействие върху развитието им.
При проучване на растителността на езерото Х.М. Тувикене отбелязва, че най-богата на растителни видове е водната крайбрежна флора, която наброява 25 вида. Тя се появява най-вече на юг, особено в източните части на Псковското езеро. В други части на водоема бреговата растителност заема ивица от няколко десетки до няколко стотици метри, а в устието на Раскопелския залив и в северозападния край на остров Пийрисар – около 1 km. Пределната дълбочина на разпространението ѝ е 1 – 2 метра.
По защитените от вятър плитчини и устията на реките са открити и малки образувания от други растителни видове. Най-широко разпространени са еднолюспестият елеохарис, обикновеният аир, критично застрашеният вид алоевиден стратиотес, сенников водолюб, водна росица (на латински: Glyceria aquatica), теснолист папур (Typha angustifolia), широколистно ручейниче (на латински: Sium latifolium), блатен хвощ (на латински: Equisetum palustre)и други.
Растителността с плаващи по водата листа се среща рядко и не образува обособени зони с плаващи растения. Според Х.М. Тувикене този тип растителност е представен от 8 вида, като най-често срещаните са Sagittária, земноводна елда и жълта водна роза. Основни области на тяхното разпространение са устията на реките, където понякога образуват много гъст подраст, но в малки количества.
В езерата е преобладаваща подводната растителност, която включва 21 вида. На някои места тя е разпръсната по целия водоем, а някъде е концентрирана в тесни ивици по крайбрежието. Особено богата е на източното крайбрежие на Псковското езеро. Ширината на заеманата от нея площ е в рамките на 200 – 250 m, но на някои места достига и до километър. Пределната дълбочина на местообитанието и е 2 – 3 m. Преобладаващи са многогодишните водни растения от семейство Ръждавецови, като най-често се срещат стъблеобхващащ и блестящ ръждавец (на латински: Potamogeton lucens) и по-рядко гребеновиден (на латински: Potamogeton pectinatus) и разнолистен ръждавец (на латински: Potamogeton heterophyllus), както и класовиден многолистник. Гребеновидният ръждавец най-често се среща в северната част на езерото, а всички останали – в по-южните.

## Фауна
Поради малката дълбочина на езерото, температурата му се поддържа сравнително висока. Това създава благоприятни условия за развитие на дребни организми като планктон и бентос, които са основата на хранителната верига на ценни търговски видове риба. Езерото се счита за едно от най-продуктивните в северозападната част на Русия.
Още през 1860 г. фон Баер публикува първата информация за риболова в езерото. Той е и първият, който през 1859 г. представя проект за риболов. Неговата разработка заляга в основите на първото решение за управлението на рибарството в Чудското езеро с цел опазване на рибните запаси, както и в първия официално публикуван регламент за риболов в Русия.
Исторически езерото е известно с богатите си на платика и обикновена корюшка води. Основният улов за търговски цели в периода 1931 – 1940 г. се състои от платика, бабушка, корюшка и костур. През 20 век уловът на риба в езерото е намалял двойно в сравнение с предхождащото столетие. В периода 1998 – 2002 г. доминира уловът на корюшка, следван от бялата риба, платика и костур.
В наши дни езерният комплекс е изключително богат на риби, като най-голямо видово разнообразие се наблюдава при семейство Шаранови.
- Семейството е представено от шаран, лин, платика, уклейка, червеноперка, речен кефал, обикновен кефал, мъздруга, кротушка, сабица, морунаш, косат, бабка, говедарка, распер (каспийски кефал), лешанка, обикновен лупавец, върловка, златиста и сребриста каракуда.
- Разред Трескови е представен от налима.
- Семейство Костурови – от костур, бяла риба и обикновен бибан,
- Род Щипоци – от обикновен щипок, голец и виюн.
- Езерото и устията на реките са обитавани още от щука, обикновен сом, чудски сиг, европейски хариус, рипус, пъстърва и ручейна минога.[19]

Крайбрежната зона е обитавана от повече от 50 вида птици и животни. По островите гнездят многобройни водоплаващи птици. В крайбрежната зона на Псковското езеро, с ширина 4 km между селата Муровица и Чернево, е разположен орнитоложки резерват. Това е място на редки гнездещи птици, както и спирка за почивка и хранене на лебедите, гъските и патиците по време на сезонната им миграция на юг.

## Население
Голяма част от руското крайбрежие и поредица от острови официално са включени в състава на пограничната зона, посещенията на която са ограничени. По силата на тези формалности, за посещението на руснаци се изисква специален пропуск, който е различен за всяко отделно населено място. Това предизвиква доста затруднения за отдиха край езерото. Например много жители на близкия град Сланци имат вили по крайбрежието и ежегодно им се налага да чакат за „визи“ за да стигнат до собствеността си. От естонската страна няма погранична зона и достъпът до езерото е свободен.
- Около устието на река Нарва са разположени две села – Скамя в Русия и Васкнарва в Естония. Във Васкнарва се намират развалините на замък, построен през 1349 г. и по-късно разрушен. Максималната му височина е била 12,5 метра, а дебелината на стените му – 3,6 m.[20]
- Каласте (естонски Kallaste) е град в Естония на брега на Чудското езеро с население 1256 жители. Тук се намират най-дългите оголвания на девонски пясъчници с дължина 930 m и максимална височина от 8 метра. Изпъстрени са с многобройни малки пещери и скални ниши.[21]
- Муствее е естонски град и пристанище на брега на Чудското езеро с население от 1592 души.
- Гдов е град с 10 000 жители, разположен на р. Гдовка, на 2 km от източния бряг на езерото. Там, където реката се влива в езерото, е изграден и функционира Гдовски рибопреработвателен завод.[4][9]
- Псков е един от най-древните руски градове, областен център със 194 000 жители. Намира се на 10 km нагоре по река Великая. Градът е известен с големия си комплекс от исторически и културни паметници. В центъра му има няколко стоянки за яхти.[4]

## История
Бреговете на езерото и устията на вливащите се в него реки привличат заселници още през Мезолита. По-късно край Чудското езеро са водени голям брой войни. През 9 век териториите край него са нападнати от викингите. През 13 век тевтонският орден успява да присъедини цяла Естония към западното християнство. Според американския политолог Самюъл Хънтингтън голямата историческа линия, съществувала в продължение на векове и разделяща западното християнство от православните и мюсюлмански народи минава по Чудското езеро, отделяйки Латвия и Естония от Русия. През 13 век датчаните завземат Естония и бреговете на езерото. По-късно те са изместени от шведите.
На 5 април 1242 г. в Чудското езеро, направо върху леда, се провежда битка между войските на младия новгородски княз Александър Невски и тевтонския Ливонски орден. Тя остава в историята под името „Ледовое побоище“ (Битката на леда).. За да издържи тежестта на многобройните войски, Александър Невски избира за сблъсъка място, където водата е плитка и ледът стига до дъното на езерото. След като орденът претърпява тежко поражение, част от рицарите, които се оттеглят, потъват в езерото, тъй като ледът в по-дълбоките му части е тънък и не издържа тежките им доспехи.
По време на Великата северната война през 1721 г. Швеция губи Естония и част от Карелия, които са завзети от Руската империя и Чудското езеро става изцяло руско. През 1920 г. Естония завоюва независимостта си с договора от Тарту и границата между нея и Русия минава почти по средата на езерото. От май 2004 г., когато Естония е приета в Европейския съюз, по Чудското езеро минава външната граница на съюза.

## Туризъм
За дълготраен отдих езерото привлича много любители на девствената природа, а през уикендите на руското крайбрежие обикновено пристигат жители от Псков и Санкт Петербург. Плажовете край езерото са пясъчни и много привлекателни. Най-красивият от тях се намира на естонска територия. Това е Каукси, който е известен освен с качествения си пясък и живописни гледки, но и със своите „пеещи пясъци“.
Предлагат се туристически плавания с ветроходни съдове, както и с кану с определени подходящи маршрути. Основната база на яхт-клуба в руската част се намира в село Скамя. Освен съхраняването на яхти, тук могат да се правят и ремонти.
Някои туристически атракции край езерото:
- Село Кярово – разположено е на брега на Чудското езеро. Тук е имението на героя от Бородинското сражение генерал П.П. Коновницин.[9]
- Гдов – На мястото на основаването на града през 1431 г. са запазени един замък и каменна крепост.[9]
- с. Самолва – намира се в южната част на Чудското езеро. Тук могат да се видят археологическият паметник „Кобылье городище“ и църквата „Архангел Михаил“, строена през 1462 г. Близо до селото се намира „Ледовое побоище“, мястото на битката на Александър Невски и рицарите от Ливонския орден.[9] През първата или втората неделя на месец април тук се организира военно-историческа реконструкция на тази битка. Даже през 2012 г., по случай 770-годишнината ѝ, в нея взима участие и кавалерията. През 2012 г. в селото е открит музей, посветен на експедицията от Академията на науките, която в продължение на години търси точното място на битката. Представени са документи, схеми, карти, водолазно снаряжение, уникални снимки и лични вещи на археолозите и хидролозите.[12]
- с. Доможирка – Тук се намира храмът „Св. Троица“ от 15 век.[12]
- с. Кривовица – край него се намират надгробни могили, а в самото село може да се види църквата „Пророк Илия“ от 16 век.[9]
- с. Устье – на южното крайбрежие на Псковското езеро. Тук се намира църква от 15 век, шедьовър на ранната псковска архитектура.[9]

## Воден транспорт
До 1990-те години е съществувала постоянна пасажерска линия Тарту-Псков по маршрута Тарту – река Емайъги – Чудско езеро – Топло озеро – Псковско езеро – река Великая – Псков. Корабоплаването в езерото се извършва главно по линията Псков-Тарту.

## Екология
Заустените в езерото отпадъчни води и интензивното използване на минерални торове в селското стопанство през 20 век са основните причини за бързото обогатяване на повърхностните води с азот и фосфор. Еутрофикацията на Чудското езеро започва в началото на 1970-те години и се усилва след Втората световна война. Тогава населението във водосборния район започва да расте с бързи темпове, увеличава се обемът на промишленото и селскостопанско производство, което рефлектира в ръст на замърсяването на езерните води. Антропогенният натиск достига своя максимум в края на 1980-те. След разпадането на СССР икономическата ситуация в района бавно започва да се променя. Отчита се значителното намаляване на промишленото производство, включително при хранително-вкусовата промишленост. Строителството на пречиствателни станции за отпадъчни води намалява замърсяването от точкови източници.
През 1955 – 1956 г. на река Нарва се изгражда язовир и водноелектрически централи, които оказват негативно влияние върху рибните популации. Блокиран е маршрутът на мигриращите риби, например този на змиорките от Балтийско море до водите на Чудското езеро.
В началото на 1990-те години от годишното натоварване с азот на езерото, на Естония се падат 60%, а с фосфор – 40%. Според оценки, извършени в средата на 1990-те години, приблизително 85% от общото количество фосфор и 80% от азота се вливат в езерото чрез двата му основни притока – Великая и Емайъги. Причината за това е, че на тях са разположени два големи града с развита промишленост – Псков и Тарту.
Поради икономическата криза се наблюдава драстичен спад в броя на селскостопанските животни и използването на минерални и органични торове. Това обаче все още не е довело до значително намаляване на замърсяването в Чудското езеро. Намаляването на количеството постъпващи замърсители през последните 15 години не е довело до съществени промени в химичния състав на водата.

## Топографски карти
- Лист от карта O-35-IX. Мащаб: 1 : 200 000. Състояние на местността към 1981 год. Издание 1983 г.
- Лист от карта O-35-X Гдов. Мащаб: 1 : 200 000. Издание 1975 г.
- Лист от карта O-35-XVI Пылва. Мащаб: 1 : 200 000. Издание 1980 г.
- Лист от карта O-35-XVII Новоселье. Мащаб: 1 : 200 000. Издание 1980 г.
- Лист от карта O-35-XXII Печоры. Мащаб: 1 : 200 000. Издание 1967 г.
- Лист от карта O-35-XXIII Псков. Мащаб: 1 : 200 000. Издание 1967 г.